# Уваниш
Уваниш (Маниш, башк. Ыуаныш) — плем'я в складі нижньобельськой групи башкирів.

## Етнічна історія
Існування племені Уваниш простежується тільки за архівними матеріалами.
За походженням уванишці — тюркизовані фінно-угри. За іншими даними сармато-аланського походження.
Родові підрозділи і тамги племені Уваниш не були зафіксовані.
За переказами представників роду, правильна назва звучить як маниш і вони є нащадками алп-манаша з роду алпаут.

## Розселення
У XIII—XIV ст., спільно з північними башкирськими племенами уран, танип, ун, баликси і гайна, уванишці були розселені по річках Тулві, Бую, Танипу та Уфі.
У XVII—XVIII ст. уванишці займали значні за розмірами землі по правобережжю Швидкого Танипа і верхів'їв Буя.
У 1739 році в двох волостях — Уванишській і Нижнє-Уранській волості були враховані 106 дворів, в них проживав 371 чоловік. З часом башкирські вотчини зменшилися — частина з них була продана Демидовим і Строгановим, а інша частина заселилася російськими селянами.

## Етнонім
Назва племені не зустрічається серед тюркських народів. Можливо спорідненість племені з родом монаш племені бурзян.
В даний час це кілька татарських або змішаних сіл, що містять у своїх назвах давній етнонім. Нині існують села Ваниш-Алпаутово, Ванишево, Маниш.